# Adapidae
Gli Adapidi (Adapidae) sono una famiglia di primati estinti evolutisi fra i 55 ed i 34 milioni di anni fa durante l'Eocene (i Sivaladapinae asiatici sopravvissero fino al Miocene).
Vissero in Eurasia, Africa e Nord America, il che  ne fa, assieme agli omomidi, uno dei due gruppi di primati diffusi in tutti i continenti olartici.

## Caratteristiche
La maggior parte degli adapidi presentava un peso medio dell'animale vivo stimato in più di un chilogrammo, piccole orbite oculari che fanno pensare ad animali diurni, musi allungati con una chiostra dentaria tipica di animali erbivori. Tuttavia dall'enorme areale di questa famiglia provengono prove di adapidi di piccole dimensioni (peso dell'animale vivo stimato attorno ai 200 g) o dalla dieta insettivora, o ancora dalle abitudini notturne. Le mani avevano pollici opponibili e lunghe dita con unghie anziché artigli: l'analisi delle ossa postcraniali fa pensare ad animali arboricoli camminatori piuttosto che saltatori.

## Tassonomia
È ancora in corso un dibattito sulla filogenetica degli adapidi: dalle ossa (in particolare dalla conformazione del polso e dell'anca) parrebbe evidente un'affinità con gli odierni strepsirrini, tuttavia questi animali mancano del pettine dentale e dell'unghia specializzata per il grooming tipica di tutti gli strepsirrini, il che fa pensare agli adapidi come ad una forma ancestrale imparentata con gli omomidi, a loro volta probabilmente una forma ancestrale di aplorrini.
La famiglia si divide in tre sottofamiglie, in alcuni casi considerate famiglie a parte:
- Adapinae, comprendente 14 generi di adapidi europei ed africani.
- Notharctinae, comprendente 5 generi di adapidi nordamericani.
- Sivaladapinae, comprendente gli adapidi vissuti in Asia orientale.
- Specie incertae sedis:
  - Altanius orlovi
  - Altiatlasius koulchii
  - Azibius trerki
  - Hoanghonius stehlini
  - Lushius qinlinensis
  - Rencunius zhoui
  - Wailekia orientale